# Акуратерс, Волдемар
Волдемар Акуратерс (латыш. Voldemārs Akurāters; 15 мая 1921 — 17 января 1976) — советский и латвийский актёр.

## Биография
Волдемар Акуратерс родился 15 мая 1921 года в бразильском городе Куритиба, в семье школьных учителей. Его отец, Петерис Акуратерс — родной брат поэта Яниса Акуратерса, со своей семьёй эмигрировал в Бразилию, так как был заочно приговорён к смерти за активное участие в революционных событиях 1905 года. В Бразилии же, где он жил под именем Адамс Вербицкас, он встретил Марию Кухарску, вдову польского происхождения, мать троих детей. В их браке родились два сына, Янис и Волдемар, и дочь Ванда. В Латвию они вернулись только в 1928 году.
Учился во 2-й Даугавпилсской гимназии (1937—1940), в актёрской студии Народного театра (1942—1944). Был призван в немецкую армию (1944), был в плену, после возвращения из Москвы (1945—1946) окончил актёрскую студию Драматического театра им. А. Упита (1948).
Актёр Драматического театра им. А. Упита (1947—1948) и Лиепайского музыкально- драматического театра (1949—1951). Был подвергнут аресту и ссылке в Сибирь (1951). После ссылки — актёр Валмиерского драматического театра (1955—1957) и Драматического театра им. А. Упита (1957—1966).
Много снимался в кино в разноплановых ролях на разных студиях Советского Союза.
В первом браке был женат на искусствоведе Ливии Акуратере — в девичестве Печака (Līvija Pečaka), в их браке родились двое детей — Иева (певица Иева Акуратере) и Мартыньш. Вторично женат на писательнице Дагнии Зигмонте.
Скончался 17 января 1976 года в Риге. Похоронен на кладбище Райниса.

## Творчество

### Роли в театре

#### Народный театр
- 1943 — «Гаспароне» Карла Миллёкера — Губернатор
- 1943 — «Золото» Софьи Кимантайте — Казимир Бучкис

#### Лиепайский музыкально-драматический театр
- 1949 — «Мирандолина» Карло Гольдони — Рипафрат
- 1949 — «Сын рыбака» по роману Вилиса Лациса — Фредис
- 1950 — «Много шума из ничего» Уильяма Шекспира — Бенедикт

#### Валмиерский драматический театр
- 1955 — «Привидения» Генрика Ибсена — Освальд
- 1956 — «Гедда Габлер» Генрика Ибсена — Левборг
- 1957 — «Безымянная звезда» Михаила Себастьяна — Учитель

#### Драматический театр им. А. Упита
- 1957 — «Недалеко от Гауи» Яниса Анерауда — Карлис Стабулниекс
- 1958 — «Рига» Аугуста Деглава — Бернхард
- 1958 — «Третья патетическая» Николая Погодина — Лавруха
- 1959 — «Третье слово» Алехандро Касона — Хулио
- 1960 — «Уриель Акоста» Карла Гуцкова — Бен Иохай
- 1960 — «Чайка» А. П. Чехова — Тригорин
- 1962 — «Мне тридцать лет» Петериса Петерсона — Тор
- 1963 — «Маленькие трагедии» — А. С. Пушкина — Дон Карлос
- 1964 — «Двенадцатая ночь» Уильяма Шекспира — Фесте
- 1966 — «Золотой мальчик» Клиффорда Одетса — Рокси Готлиб

### Фильмография
- 1960 — Повесть пламенных лет — Шредер
- 1960 — На пороге бури — Прамниек
- 1965 — Двое — режиссёр
- 1966 — Игра без ничьей — «археолог»
- 1966 — Восточный коридор — Баум
- 1967 — Подвиг Фархада — инженер
- 1967 — Запомним этот день — английский офицер
- 1968 — Один шанс из тысячи — фон Бюлов
- 1968 — Мёртвый сезон — разведчик
- 1970 — Слуги дьявола — Розенкранц
- 1970 — Пятёрка отважных — Иоганн Клемм
- 1970 — Последний снег — немецкий комендант
- 1971 — Последнее дело комиссара Берлаха — Венцель, преемник Берлаха
- 1971 — Дерзость
- 1972 — Слуги дьявола на чёртовой мельнице — Розенкранц
- 1972 — Хроника ночи — господин с юга
- 1972 — Освобождение — Уильям Стюарт